# Gebertshof
Gebertshof ist ein Gemeindeteil der Gemeinde Berg bei Neumarkt in der Oberpfalz im Landkreis Neumarkt in der Oberpfalz in Bayern. 

## Geografie
Die Einöde liegt im Oberpfälzer Jura auf circa 558 m ü. NHN circa zweieinhalb Kilometer nordöstlich des Gemeindesitzes.

## Geschichte
Der Gebertshof (Hof eines Gebharts) ist – noch ungeteilt – zwischen 1500 und 1550 im Salbuch des pfälzischen Amtes Haimburg aufgeführt.
Als 1639 die herzogliche Regierung von Amberg von den ihr unterstellten Ämtern  Berichte über die Belegungsfähigkeit in den einzelnen Orten für das Winterquartier von Truppen anforderte, gab das Amt Haimburg Gebertshof nicht an, wohl, weil er infolge des Dreißigjährigen Krieges öd lag. Später wurde er wieder besiedelt und sogar geteilt: Gegen Ende des Alten Reiches, um 1800, bestand nämlich die Einöde aus zwei Untertanen-Familien. Die Hochgerichtsbarkeit und die Niedergerichtsbarkeit übte das Pflegamt Haimburg aus, das zuletzt in Personalunion mit dem Pflegamt Pfaffenhofen geführt wurde.
Im Königreich Bayern (1806) wurde der Steuerdistrikt Haimburg, bei der Gemeindebildung um 1810/20 die Ruralgemeinde Haimburg gebildet. Ihr gehörte neben dem Dorf Haimburg die Einöde Gebertshof an. Am 1. April 1939 wurde die Gemeinde Haimburg aufgelöst und beide Orte der Gemeinde Sindlbach zugeordnet. Haimburg und Gebertshof waren zuvor bereits Orte im Pfarrsprengel Sindlbach. Die neue Gemeinde Sindlbach umfasste neben Haimburg und Gebertshof das Pfarrdorf Sindlbach, Burkertshof, Langenthal sowie Bischberg und war dem Landgericht Kastl im Bezirksamt Velburg unterstellt.
Im Zuge der Gebietsreform in Bayern wurde Sindlbach und damit auch Gebertshof  am 1. Mai 1978 nach Berg eingemeindet. In Gebertshof 3 ist ein Gartencafé eingerichtet.

### Einwohnerentwicklung
- 1836: 17 (2 Häuser)[6]
- 1871: 10 (6 Gebäude; Viehbestand: 3 Pferde, 12 Stück Rindvieh)[7]
- 1900: 15 (2 Wohngebäude)[8]
- 1937: 17[9]
- 1950: 17 (2 Wohngebäude)[10]
- 1961: 10 (2 Wohngebäude)[11]
- 1970: 12[12]
- 1987: 8 (2 Wohngebäude, 2 Wohnungen)[13]
- 2015: 11 (7 männlich, 4 weiblich)[14]

## Verkehrsanbindung
Gebertshof ist über eine Gemeindeverbindungsstraße zu erreichen, die von der Kreisstraße NM 8 zwischen Langenthal und Litzlohe nach Westen abzweigt und zuerst Burkertshof, dann Gebertshof erreicht. Dort geht die Straße in einen Fuhrweg über, der nach Haimburg führt.